# Soderini (Familie)

Wappen der Soderini

Die Soderini bezeichnen eine Familie aus der Oligarchie des spätmittelalterlichen und frühneuzeitlichen Florenz.

## Geschichte
Aus dem Volk (popolo) stammend und nicht aus den Reihen der alten Magnaten, war der Spitzenahn angeblich ein 1268 verstorbener Soderino Soderini. In der Stadtgeschichte von Giovanni Villani wird die Familie mit dem Jahr 1260 und mit dem Auszug der guelfischen Popolanfamilien nach der Schlacht von Montaperti aufgezählt. Ansässig waren die Soderini demnach in Oltrarno, im Gonfalone Drago, – und blieben es auch in den Folgejahrhunderten.
Die bedeutendste Notiz verdient die Geschichte der Soderini jedoch erst mit Blick auf das 15. und 16. Jahrhundert, da sie bald Parteileute und bald Gegner der Medici waren. Vergleichsweise breite und fortwirkende Aufmerksamkeit hat ihre Rolle in der Geschichte ihrer Vaterstadt zwischen 1494 und 1512, indem sie die Republik gegen die vertriebenen Medici verteidigten – und ihrerseits von der Fama der Aufrichtung einer Tyrannis behaftet wurden.

## Persönlichkeiten
- Francesco Soderini (1453–1524), Kardinal
- Giovanni Vittorio Soderini (1526–1596), Agrarwissenschaftler und Architekt
- Niccolò Soderini, Dissident der mediceischen Herrschaft 1465/66
- Paolantonio Soderini
- Piero Soderini (1451–1522), Gonfaloniere von Florenz auf Lebenszeit von 1502 bis zu seinem Sturz 1512
- Soderino Soderini († 1268), in Florenz stadtsässiger Spitzenahn
- Tommaso Soderini († 1484 o. 1485), hoher Parteimann in Florenz unter den Medici
- Caterina Soderini, zweite Ehefrau von Maso degli Albizzi und Mutter von Giovanna degli Albizzi Tornabuoni